# Список станций метрополитена Вальпараисо
Это список станций метрополитена Вальпараисо — системы линий метрополитена в Вальпараисо (Чили).

## Линии и станции
- «Пуэрто» (исп. Puerto)

открыта 23 ноября 2005 года
открыта в предварительном режиме 19 ноября 2005 года
- «Бельявиста» (исп. Bellavista)

открыта 23 ноября 2005 года
открыта в предварительном режиме 19 ноября 2005 года
- «Франсия» (исп. Francia)

открыта 23 ноября 2005 года
открыта в предварительном режиме 19 ноября 2005 года
- «Барон» (исп. Barón)

открыта 23 ноября 2005 года
открыта в предварительном режиме 19 ноября 2005 года
- «Порталес» (исп. Portales)

открыта 23 ноября 2005 года
открыта в предварительном режиме 19 ноября 2005 года
- «Рекрео» (исп. Recreo)

открыта 23 ноября 2005 года
открыта в предварительном режиме 19 ноября 2005 года
- «Мирамар» (исп. Miramar)

открыта 23 ноября 2005 года
- «Винья-дель-Мар» (исп. Viña del Mar)

открыта 23 ноября 2005 года
- «Оспиталь Густаво Фрикке» (исп. Hospital Gustavo Fricke)

открыта 23 ноября 2005 года
- «Чоррильос» (исп. Chorrillos)

открыта 23 ноября 2005 года
- «Эль Сальто» (исп. El Salto)

открыта 23 ноября 2005 года
- «Кильпуэ» (исп. Quilpué)

открыта 23 ноября 2005 года
- «Эль Соль» (исп. El Sol)

открыта 23 ноября 2005 года
- «Эль Бельото» (исп. El Belloto)

открыта 23 ноября 2005 года
- «Лас Америкас» (исп. Las Américas)

открыта 23 ноября 2005 года
- «Ла Консепсьон» (исп. La Concepción)

открыта 23 ноября 2005 года
- «Вилья Алемана» (исп. Villa Alemana)

открыта 23 ноября 2005 года
- «Сархенто Альдеа» (исп. Sargento Aldea)

открыта 23 ноября 2005 года
- «Пеньябланка» (исп. Peñablanca)

открыта 23 ноября 2005 года
- «Лимаче» (исп. Limache)

открыта 23 ноября 2005 года